# Timonius glabrescens
Timonius glabrescens är en måreväxtart som beskrevs av Rudolf Schlechter. Timonius glabrescens ingår i släktet Timonius och familjen måreväxter.
Artens utbredningsområde är Nya Kaledonien. Inga underarter finns listade i Catalogue of Life.